# Garoup le loup
Garoup le loup (Hokey Wolf) est un personnage de fiction des studios Hanna-Barbera apparu dans la série télévisée d'animation Roquet Belles-Oreilles (Huckleberry Hound) à partir du 11 septembre 1960 en remplacement de Yogi l'ours, devenu héros de sa propre série.
Vingt-huit segments de 7 minutes ont été produits entre 1960 et 1961.

## Synopsis
Comme tout loup qui se respecte, Garoup tente à l'occasion de mettre le grappin sur un mouton appétissant ou quelque autre animal d'élevage. De manière générale, il a recours pour assurer sa subsistance à des moyens peu honnêtes et en est le plus souvent puni par des échecs cuisants. Garoup a pour compagnon Danielito, un louveteau qui lui porte une admiration fidèle en dépit de ses échecs répétés.

## Distribution

### Voix originales
- Daws Butler : Hokey Wolf (Garoup en VF)
- Doug Young : Ding-A-Ling Wolf (Danielito en VF)

## Épisodes

### Saison 1 (1960)
1. Le Loup blanc (Tricks and Treats)
2. Les Trois Petits Cochons (Hokey Dokey)
3. Moutons de laine tissée (Lamb-Basted Wolf)
4. Quelle sorcière est hantée ? (Which Witch Is Witch)
5. Le Concours de poulet (Pick a Chick)
6. Le Robot (Robot Plot)
7. Bella et Garoup (Castle Hassle)
8. La Récompense (Booty on the Bounty)
9. Une œuvre d'art (Hokey in the Pokey)
10. Qui est le Zoo ? (Who’s Zoo?)
11. Le Chien berger (Dogged Sheep Dog)
12. Trop pour un ours (Too Much to Bear)

### Saison 2 (1961)
1. Titre français inconnu (Movies are Bitter than Ever)
2. Titre français inconnu (Poached Yeggs)
3. Le Loup chien (Rushing Wolf Hound)
4. Le Verre (The Glass Sneaker)
5. Concessionnaire indienne (Indian Giver)
6. Plein à craquer (Chock Full Chuck Wagon)
7. Retour d'un One Live (Bring ’Em Back a Live One)
8. Une star est ennuyée (A Star Is Bored)
9. Ouest de la Pesos (West of the Pesos)
10. Phony et Juliette (Phony-O and Juliet)
11. Les Millions manquants de Garoup (Hokey’s Missing Millions)
12. Piller pour démarrer (Loot to Boot)
13. Les Jeux (Guesting Games)
14. La Maladie (Sick Sense)
15. L'Agneau d'Aladdin (Aladdin’s Lamb Chops)
16. Garoup et le Haricot magique (Bean Pod’ners)